# Drehnow
Drehnow település Németországban, azon belül Brandenburgban. Lakosainak száma 502 fő (2023. december 31.). Drehnow Drachhausen, Turnow-Preilack és Cottbus községekkel határos.

## Népesség
A település népességének változása:
| Lakosok száma | 548  | 521  | 520  | 500  | 505  | 502  |
|               | 2014 | 2017 | 2019 | 2021 | 2022 | 2023 |